# 島根島津
島根島津（しまねしまづ）は、島根県出雲市斐川町直江に本社をおく企業。

## 事業所
- 本社･工場 - 島根県出雲市斐川町直江2698番地
- 京都事業所 - 京都市中京区西ノ京桑原町1
  - 島津製作所の三条工場内に立地。

## 沿革
- 1997年 - 島根島津設立。
- 2007年 - 京都事業所開設。

## 主な製品
- 医用機器